# Japan Football League
De Japan Football League (日本フットボールリーグ, Nihon futtobōru Līgu) is een Japanse voetbaldivisie die een semi-professioneel karakter kent. Het is de vierde Japanse voetbaldivisie, onder de drie divisies van de J-League.

## Geschiedenis
Qua structuur gezien is de Japan Football League (JFL) in feite een voortzetting van de Japan Soccer League, de hoogste Japanse voetbaldivisie voor de komst van de J-League. De Japan Soccer League werd opgericht in 1965 na de Olympische Spelen van 1964, en was een voetbaldivisie die eveneens een semi-professioneel karakter kende. In de Japan Soccer League speelden voornamelijk bedrijfsteams van grote Japanse bedrijven. Spelers van een bedrijfsteam werkten parttime bij het bedrijf waar ze voor speelden. Het bedrijfsteam werd door een Japanse bedrijf gebruikt als uithangbord voor het bedrijf en als reclamemiddel. De Japan Soccer League bestond totdat in 1992 de J-League werd gecreëerd. Ook al is de JFL niet de Japan Soccer League, beide divisies zijn qua karakter hetzelfde.
De divisie werd in 1992 officieel opgericht als de tweede divisie onder de J-League. Promotie naar de professionele voetbalcompetitie was onder strenge voorwaarden mogelijk. Met de oprichting van de J-League 2 in 1999 werd de JFL de derde divisie in Japan, maar verder veranderde de opzet van de competitie nauwelijks. In 2013 werd de J3 League ingesteld als derde niveau en werd de JFL het vierde speelniveau.

## Deelnemende teams
Net zoals in de Japan Soccer League het geval was spelen in de JFL louter bedrijfsteams, ook al is hun aantal kleiner dan voorheen. De bedrijfsteams functioneren nog op dezelfde manier, met parttime werknemers die voetballen voor het bedrijf, waarbij de bedrijfsclub financieel ondersteund wordt door het bedrijf. Een voorbeeld hiervan is Honda Football Club, het bedrijfsteam van Honda, dat erg succesvol is in de JFL maar niet naar de profvoetbal wil promoveren.
De overige deelnemende teams zijn vaak voetbalclubs die uit eigen initiatieven zijn opgericht en vaak zeer beperkte financiële middelen hebben. In totaal zijn er 16 clubs die spelen in de JFL.

## Promotie naar J3
Het is wel mogelijk om te promoveren van de JFL naar de J3, maar dit is niet vanzelfsprekend. Om te kunnen promoveren naar de J3 moet een club aan een aantal voorwaarden voldoen, voornamelijk gericht op financieel en sportief vlak. Zo moet het team bij de eerste vier eindigen (officieel), maar het liefst kampioen worden van de JFL. Verder moet de club een gezonde financiële huishouding hebben met een gezond financieel perspectief voor in de toekomst. Wil een club promoveren naar de J3 dan moet men dit ook van tevoren aanvragen bij de J-League. Clubs die in het verleden een aanvraag hebben ingediend voor professioneel voetbal zijn Azul Claro Numazu, Nara Club, Tochigi Uva FC, Tokyo Musashino City FC en Vanraure Hachinohe. Deze clubs worden begeleid om op den duur te kunnen toetreden tot de J3.
Kampioen worden in de JFL is echter niet eenvoudig. De bedrijfsteams hebben een sterke financiële ruggensteun van hun eigenaren, en met name Honda FC is een grote obstakel voor ambitieuze teams. Honda FC heeft geen ambities om professioneel voetbal te spelen, maar heeft wel financiële armslag om de betere spelers aan te trekken en zo kampioen te worden. De club wordt ook wel de deurwacht van de J-League genoemd.

## Regionale divisies
Onder de JFL zijn 9 Japanse regionale divisies te vinden. Daaronder weer zijn er 47 prefectuurdivisies. Allen hebben hun eigen promotie- en degradatieregelingen.

## Kampioenen

### Derde niveau
| Seizoen | Kampioen             |
| ------- | -------------------- |
| 1993    | Fujita Industries SC |
| 1994    | Cerezo Osaka         |
| 1995    | Fukuoka Brooks       |
| 1996    | Honda Hamamatsu      |
| 1997    | Consadole Sapporo    |
| 1998    | Tokyo Gas FC         |
| 1999    | Yokohama FC          |
| 2000    | Yokohama FC          |
| 2001    | Honda FC             |
| 2002    | Honda FC             |
| 2003    | Otsuka FC            |
| 2004    | Otsuka FC            |
| 2005    | Ehime FC             |
| 2006    | Honda FC             |
| 2007    | Sagawa Express SC    |
| 2008    | Honda FC             |
| 2009    | Sagawa Shiga FC      |
| 2010    | Gainare Tottori      |
| 2011    | Sagawa Shiga FC      |
| 2012    | Gainare Tottori      |
| 2013    | AC Nagano Parceiro   |

### Vierde niveau
| Seizoen | Kampioen       |
| ------- | -------------- |
| 2014    | Honda FC       |
| 2015    | Sony Sendai FC |
| 2016    | Honda FC       |
| 2017    | Honda FC       |
| 2018    | Honda FC       |

J1 League · J2 League · J3 League · Japan Football League · Japanse Supercup · J-League Cup · Emperor's Cup · Suntory Championship